# Yorkshire and the Humber
Yorkshire and the Humber este una dintre cele nouă regiuni ale Angliei și este numită după comitatul istoric York și estuarul Humber. Orașele principale din regiune sunt Nottingham, Leicester, Lincoln, Derby și Northampton.

## Diviziuni administrative
Regiunea este formată din următoarele comitate (ceremoniale, metropolitane și ne-metropolitate) și autorități unitare și burg-uri:
| Harta                     | Comitat ceremonial           | Comitat/Autoritate unitară                                         | Districte                                          |
| ------------------------- | ---------------------------- | ------------------------------------------------------------------ | -------------------------------------------------- |
|                           | South Yorkshire              | South Yorkshire                                                    | 1. Sheffield 2. Rotherham 3. Barnsley 4. Doncaster |
| West Yorkshire            | West Yorkshire               | 5. Wakefield 6. Kirklees 7. Calderdale 8. Bradford 9. Leeds        |                                                    |
| North Yorkshire (parțial) | 10. North Yorkshire          | Selby Harrogate Craven Richmondshire Hambleton Ryedale Scarborough |                                                    |
| North Yorkshire (parțial) | 11. York                     |                                                                    |                                                    |
| East Riding of Yorkshire  | 12. East Riding of Yorkshire | 12. East Riding of Yorkshire                                       |                                                    |
| East Riding of Yorkshire  | 13. Kingston upon Hull       |                                                                    |                                                    |
| Lincolnshire (parțial)    | 14. North Lincolnshire       | 14. North Lincolnshire                                             |                                                    |
| Lincolnshire (parțial)    | 15. North East Lincolnshire  |                                                                    |                                                    |